# زردکوه
زَردکوه بختیاری (به لری بختیاری: زرده کُه/به معنی :کوه بلند یا بلند ترین کوه) بزرگ ترین و بلند ترین رشته کوه از کوهستان بختیاری ، سرچشمه رودخانه‌های خروشان کارون ، زاینده‌رود و دز می باشد. بزرگترین یخچال طبیعی ایران و مهمترین ذخایر آب شیرین کشور در این کوهستان قرار دارد.این کوه در شهرستان کوهرنگ از توابع استان چهارمحال و بختیاری قرار دارد.
قله کلونچین در زردکوه با ارتفاع۴۲۲۱ متر پس از کوه دنا، دومین کوه مرتفع در رشته کوه‌های زاگرس و یکی از۱۵۱۵ قله بسیار برجسته جهان به‌شمار می‌رود.
زردکوه در حد فاصل رود کوهرنگ و رودخانه بازفت قرار دارد. جهت این رشته کوه از شمال غرب تا جنوب شرق هم آهنگ با حرکت کلی ساختار زاگرس است. زردکوه در جنوب غربی ایران و در انتهایی‌ترین قسمت غربی استان چهارمحال و بختیاری واقع است. این رشته کوه یکی از غنی‌ترین ذخایر طبیعی آب ایران است و از سرچشمه‌های اصلی رودخانه کارون به‌عنوان بزرگ‌ترین رودخانه ایران و سرچشمه‌های اصلی زاینده‌رود از این رشته‌کوه سرچشمه می‌گیرند.
این ارتفاعات به صورت نواری با عرض حدود ۱۵ کیلومتر در برگیرنده قلل مرتفع بسیاری با ارتفاع بالای ۴۰۰۰ متر همچون هفت تنان، شاه شهیدان، زرده، چری، کلونچین و… می‌باشد. همچنین مهم‌ترین یخچال‌های اصلی زاگرس که دارای هسته‌ای یخی هستند در کوه‌های زردکوه جای گرفته‌اند که از معروفترین آن‌ها می‌توان به یخچال ایلوک (طویل‌ترین یخچال طبیعی ایران)، پورسونان، خرسان و غار یخی چما اشاره کرد.
زردکوه بختیاری در قلب زاگرس مرکزی جای دارد و به دلیل توپوگرافی بسیار عالی و قرار داشتن بر سر راه سیستم‌های بارشی سودانی، مدیترانه‌ای و دریای سرخ پر بارش‌ترین پهنه کوهستانی کشور و همچنین به برفگیرترین نقطه ایران و خاورمیانه معروف است که به‌طور نرمال بین ۱۵ تا ۲۰ متر برف تجمعی در سال بر این کوهستان می‌بارد و در سال‌های بالای نرمال به بیش از ۳۴ متر نیز می‌رسد.
داده‌های اقلیمی ایستگاه هواشناسی کوهرنگ واقع در شهر چلگرد با ۱۳۵۹ میلی‌متر بارش سالانه و میانگین دمای سالانه ۹/۲ درجه سلسیوس، گواه این مطلب است.

## قله‌ها

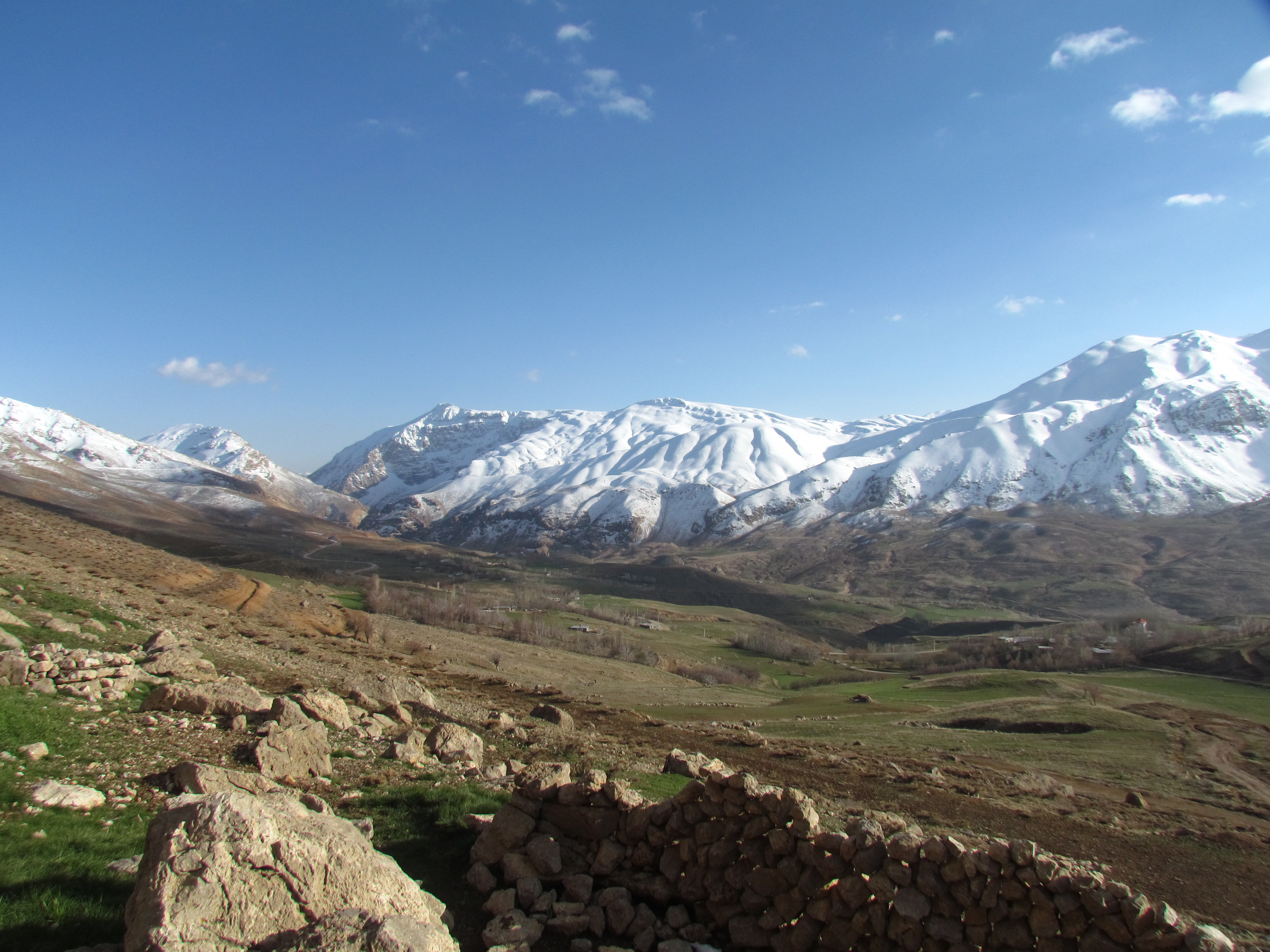
کوهرنگ، بیرگان و قلّهٔ قیصری

از قلل معروف آن می‌توان به شاه شهیدان، زرده، دوزرده، هفت‌تنان، کلونچین، چری و کینو اشاره کرد. در این میان، قلّه کلونچین، با ارتفاع ۴۲۲۱ متر بلندترین قله زردکوه و همچنین پرفرازترین نقطه استان چهارمحال و بختیاری است. قله شاه شهیدان هم ۴۱۵۰ متر بلندی دارد.

## کول خدنگ
تنگه‌ای با نام محلی «کول خدنگ» و نام مصطلح «تنگ کلونچین» از مسیرهای صعود به قله کلونچین است.
کول خدنگ در بالای خروجی تونل دوم انتقال آب سرشاخه‌های کارون به زاینده‌رود قرار دارد. این تونل آب را از محلی به نام ماربُره تا پایین کول خدنگ می‌آورد و در آنجا پس از انباشته شدن در پشت یک سد به داخل آبگیر یک نیروگاه برق آبی هدایت می‌کند و پس از خروج از نیروگاه به سمت زاینده‌رود می‌رود.